# Johann Rufinatscha
Johann Rufinatscha (Mals, 1 de octubre de 1812 - Viena, 25 de mayo de 1893) fue un compositor, profesor de música, pianista y director austriaco.

## Biografía
A los 14 años ingresó en la Escuela de la Agrupación Musical de Innsbruck, donde estudió violín (con J. Alliani),  y piano y teoría musical (con M. Goller) hasta 1833. En 1835 se trasladó a Viena para perfeccionarse en contrapunto con Simon Sechter. Allí residiría el resto de su vida salvo algunos viajes que hizo para dar conciertos.
Durante la siguiente década Rufinatscha comenzó a hacerse un nombre en la capital austriaca y sus composiciones fueron alabadas, incluso se le llegó a predecir una brillante carrera como compositor. Aunque se ignora cuánto podría haber desechado, sí se sabe que entre 1834 y 1850 compuso la mayor parte de su obra. A partir de 1850 su producción orquestal declinó notablemente.
Cuando Johannes Brahms llegó a Viena en 1862, Rufinatscha era un nombre de referencia en el ambiente musical de la capital austriaca y pronto pasaría a formar parte de la llamada “tertulia de los profesores”, el círculo musical de Brahms. También era miembro de la Sociedad de Amigos de la Música de Viena.
A partir de 1865 su labor compositiva disminuyó de manera llamativa y se centró en la enseñanza, especialmente de piano y armonía, en cuyos campos ejerció una influencia significativa. Entre sus alumnos se encontraron el pianista Julius Epstein, el pianista y compositor Ignaz Brüll, así como el violinista Edouard Rappoldi y el compositor Wilhelm Weckbecker. Desde 1880 y hasta su muerte, trece años más tarde, no volvería a componer.
En vida, su obra musical sólo fue parcialmente impresa. Poco antes de su muerte decidió donar los manuscritos de sus composiciones al Museo Tirolés Ferdinandeum de Innsbruck, que ha lanzado grabaciones de muchas de sus obras.

## Obra
La obra de Rufinatscha comprende una variedad de géneros:

### Música orquestal
- Sinfonía n.º 1 en re mayor (1834).
- Sinfonía n.º 2 en mi bemol mayor (1840).
- Sinfonía n.º 3 en fa mayor —perdida—.
- Sinfonía n.º 4 en do menor (1846), sólo se conserva la adaptación para piano a cuatro manos en 3 movimientos.
- Sinfonía n.º 5 en si menor (1846), además de la orquestal existe una versión para piano a cuatro manos.
- Sinfonía n.º 6 en re mayor (hacia 1865), además de la orquestal existe una versión para piano a cuatro manos, publicada en Viena en 1870 como Op.13 y dedicada a Johann von Herbeck, director de la orquesta y coro de la Corte Imperial. Uno de los amigos más fieles de Brahms, el director Otto Dessoff, proyectó interpretarla con la Orquesta Filarmónica de Viena hacia 1865, pero el estreno no se llevó a cabo. Se trata de una obra vigorosa y de larga duración (algo más de 55 minutos), considerada una especie de eslabón perdido entre las dos últimas sinfonías de Schubert y las dos primeras sinfonías de Bruckner. Se divide en los siguientes movimientos:

I. Largo-Adagio-Andante-Allegro con fuoco. Tanto el imponente “tutti” inicial como las vagantes armonías recuerdan al Schubert sinfónico. Del dramatismo romántico que fluye en toda la introducción surge un sano Allegro con fuoco, cuyo desarrollo temático es enérgico aunque sin llegar a alcanzar la intensidad de Beethoven o de Mendelssohn.
II. Scherzo. Allegro ma non troppo-Trio. El Scherzo, en Mi bemol, presenta una melodía tan característicamente “austríaca” que evoca el folklore tirolés. El Trío fluctúa entre reminiscencias schubertianas y la anticipación de las dramáticas llamadas brucknerianas.
III. Largo. En absoluto contraste con el anterior movimiento se impone un ambiente sombrío y sepulcral encomendado al viento madera y a la cuerda más graves. El carácter lírico sólo aparece en cortos episodios, en medio de una escritura tensa y llena de expresividad que en ningún momento pretende concluir en un gran clímax.
IV. Allegro moderato-Allegro-Allegro moderato-Allegro vivace. Su inicio expone ya el carácter festivo de este movimiento, que anticipa, de algún modo, el preludio de Los Maestros Cantores de Núremberg de Wagner y el cuarto movimiento de la Segunda Sinfonía de Brahms (1877) y que encuentra su esencia en el contraste entre el robusto tema principal y el bailable segundo tema -que recuerda a Elgar- hasta llegar a la conclusión, basada en el triunfo de los temas del primer movimiento.
- Concierto para piano (1850), en versión orquestal y para piano a cuatro manos.
- Serenata para cuerdas (sin fecha).
- Innerer Kampf (“Lucha interna”), obertura para orquesta (1834).
- Obertura en Do mayor (1842).
- Die Braut von Messina (“La novia de Messina”), obertura para orquesta (1850). Se trata de una obra, basada en la pieza teatral homónima de Friedrich Schiller, al parecer no escrita con intención de servir de música incidental para una representación, sino situada más bien en la línea de las Oberturas “Leonora” de Beethoven (n.º 2 y 3), es decir de una composición sustancialmente dramática por derecho propio que resume magistralmente el drama schilleriano, exponiendo los elementos trágicos, líricos, marciales y fatales presentes en el original.
- Dramatische Ouvertüre (“Obertura dramática”) (1878).

### Música de cámara
- Cuarteto de cuerda en mi bemol mayor (1850).
- Cuarteto de cuerda en sol mayor (1870).
- Trío para piano en la bemol mayor (1868), el tercer movimiento parece una reelaboración del segundo movimiento del Concierto para piano.
- Cuarteto para piano en do menor (1836).
- Cuarteto para piano en la bemol mayor (1870), el primer y el último movimientos son posiblemente reelaboraciones de composiciones anteriores.
- Otros cuartetos de cuerda.

### Música instrumental
- Sonata para piano a 4 manos en re menor (1850).
- Sonata para piano n.º 2 en do mayor, Op.7 (1855).
- 6 Piezas de Carácter, Op.14 (hacia 1871).
- Sonata para piano en ee menor, Op.18 (1880), considerada su última obra.
- Otras Sonatas para piano y adaptaciones para piano de obras orquestales propias.

### Música vocal y coral
- Coros, Cantatas, Ofertorios, Arias de concierto y alrededor de 30 “Lieder” para voz y piano.